# Aliases
Aliases ist eine Metal-Band aus dem britischen Manchester, welche Progressive Metal mit Elementen des Mathcore vermischt. Die Band entstand, nachdem sich Graham Pinneys ehemalige Band SikTh aufgelöst hatte.

## Geschichte
Zwei Jahre nachdem sich Graham Pinneys ehemalige Band SikTh aufgelöst hatte, beschloss dieser 2010 mit der ebenfalls aus Manchester stammenden Gitarristin Leah Woodward, mit welcher er zuvor über das Internet Kontakt aufgenommen hatte, die Band Aliases zu gründen. Die Band wählte den Namen Aliases (enS für „Decknamen“), da dieser die vielen musikalischen Facetten der Band beschreibt, welche sich hinter dem Band-Namen verstecken. Auf der Suche nach weiteren Bandmitgliedern, welche möglichst aus der Umgebung kommen sollten, wurden die beiden in Bassist Joe Heaton und Schlagzeuger Darren Pugh fündig, welche zuvor in der aus Manchester stammenden Band Veils gespielt hatten. Im Juli 2010 veröffentlichte die Band ihr erstes Lied We Never Should Have Met, mit welchem gleichzeitig der in Paris wohnhafte Jay Berast als neuer Sänger der Band vorgestellt wurde.
Im Oktober desselben Jahres hatte die Band ihren ersten Auftritt außerhalb Großbritanniens auf der sechsten Ausgabe des jährlich in Köln stattfindenden Euroblast Festival, wo die Band neben weiteren Bands aus dem Genre wie Monuments, Chimp Spanner und Vildhjarta auftrat. Einen Tag zuvor war der Bus der Band ausgefallen, so dass die aus Manchester kommenden Bandmitglieder sich kurzerhand in den Kleinwagen der Gitarristin Leah Woodward mitsamt dem Equipment setzen mussten, um noch rechtzeitig nach Deutschland zu kommen. Sänger Jay Berast reiste separat an. Einen Monat später gab die Band bekannt, bei dem britischen Label Basick Records einen Plattenvertrag unterschrieben zu haben, dessen Gründer Nathan Phillips ebenfalls das Euroblast Festival besucht hatte.
Im Frühling 2011 war die Band gemeinsam mit Chimp Spanner und Cyclamen auf ihrer ersten Tour, welche quer durch England führte. Am 15. August wurde mit Safer Than Reality die erste EP über Basick Records veröffentlicht, auf der neben We Never Should Have Met weitere vier Lieder und zwei Interludien enthalten waren. Kurz darauf kam es zu einem Übergriff von Unbekannten auf den Bassisten Joe Heaton, welcher nach einem mehrtägigen Aufenthalt im Krankenhaus operiert werden musste, da er ansonsten erblindet wäre. Im Herbst waren Aliases gemeinsam mit der Band Visions und anschließend mit Textures und The Ocean auf Tour durch Großbritannien.
Im März 2012 nahm die Band neben Uneven Structure, TesseracT und vielen weiteren Bands auf dem jährlich in London stattfindenden UK Tech-Metal Fest teil. Nach einer weiteren Tour mit Deadly Circus Fire durch das Vereinigte Königreich, gab die Band im August 2012 bekannt, sich von Sänger Jay Berast, nach eigenem Wunsch, getrennt zu haben, da dieser sich anderen Dingen zuwenden wollte, welche eine aktive Teilnahme an der Band nicht mehr möglich machten. Nach fast zweimonatiger Suche fand die Band in Leigh Dale einen neuen Sänger, jedoch trennte sich die Band im Januar 2013 wieder von diesem, da Dale die an ihn gerichteten Erwartungen nicht erfüllen konnte. Aufgrund dessen half das ehemalige Bandmitglied Jay Berast auf einem Konzert mit der Band Devil Sold His Soul als Sänger aus.
Im April 2013 veröffentlichte die Band ihre erste Single Exasperated, welche sie zum kostenlosen Download freigab. Mit der Veröffentlichung stellte die Band zeitgleich den neuen Sänger Joe Rosser vor, mit welchem sie das kommende Debütalbum der Band aufnehmen wollen, welches noch im Laufe dieses Jahres erscheinen soll.
Das Studioalbum Derangeable erschien im April 2016. Es ist das erste Album mit dem neuen Sänger Joe Rosser.

## Stil
Die Band stimmt ihre Gitarren auf ein für den Musikstil untypisches Gitarrentuning. Sie greift hierbei auf ein vor allem im Blues vorkommendes Open-C-Tuning zurück, bei dem die tiefe E-Saite um zwei Töne tiefer auf ein C gestimmt, die A- und D-Saite um jeweils einen Ton auf G und C heruntergestimmt und die H-Saite auf ein C hochgestimmt wird.

## Diskografie
- 2011: Safer Than Reality (Basick Records)
- 2016: Derangeable (Basick Records)